# カサレヴサ
カサレヴサ（ギリシア語: Καθαρεύουσα、ギリシア語発音: [kaθaˈɾɛvusa]）は、現代のギリシアで使用されている、現代ギリシア語の文語（純粋文語）をいう。「学者語」の範疇に属し、アラビア語のフスハーに相当する。すなわち、各地の方言の現代ギリシア語の束となる共通文語で、どこにいっても通用する公的言語である。これに対しデモティキは、ペロポネソスとアテネの民衆の口語（方言）を基礎にした標準語である。
さまざまに分化した各地の方言をまとめ、革命後の新ギリシアの共通語として、アダマンティス・コライス（1748年 - 1833年）らの言語学者が、古典ギリシア語とコイネーに基づき、言語の純粋化（日本語において外来語を漢語等に訳したように、外国語から借用している語彙を、それを示すギリシア語単語を作って置き換えるなどした）と学問的な計画により創造された擬古典言語であるが、方言の基盤となる共通項を一括できる言語である。
学校・メディア・行政・司法・軍事のため、古典を愛する擬古典主義の要請により、公用語として永く用いられている言語である。かつては、ディモティキを排除するほどの権威を付与された（エレフテリオス・ヴェニゼロス（1864年 - 1936年）政府は、カサレヴサを唯一の公用語とすることを憲法に明記している）。古典ギリシア語の文法形態素と語彙形態素を維持した、国民の共通語であり、現代でも教養人は手紙をはじめとする文章語として用いており、判例をはじめ、司法の分野においては依然主流である。

## 歴史
カサレヴサという単語が現れる現在知られている中で最も古い文献はギリシャの博学者ニケフォロス・テオトキスによる1796年の物である。
カサレヴサは公共の文書、あるいはギリシャの学者による公式な活動の成果とされたもの全てに幅広く用いられた。カサレヴサという名称は、古代ギリシャ語が外部の影響を一切受けなかったと仮定したならこのような純粋なギリシャ語の形態に進化しただろう、ということを暗に意味している。この名前は現代ギリシャ語風に解釈すると「公式言語」という意味になる。
時代が下ると、カサレヴサは公式で格式ばった目的（例えば政治、書簡、公式文書、報道など）で使われ、一方デモティキ(δημοτική, dimotiki)  または標準ギリシャ語は日常的な言語として使われた。これにより、ギリシャ人の多くがカサレヴサに馴染まない限り公共の場や教育の進歩から排除されるというダイグロシアが生み出された。1976年にデモティクが公用語とされ、1981年にはアンドレアス・パパンドレウにより20世紀末までに従来の発音法の表記を廃止するとされるに至って、初期の形態における完全なカサレヴサは時代遅れとなった。
カサレヴサの語彙の多くとその文法や統辞法はデモティクに影響を与えたので、このプロジェクトは今日使われている言語に確かに貢献している。現代ギリシャ語は元々のデモティクと伝統的なカサレヴサの入り混じったものということもできるだろう。同じような状況は19世紀にも、当時のデモティクとコイネーとについて強調されていた。その他のカサレヴサの後代の言語への貢献としては、かつて存在しなかった事物（例えば、新聞、警察、自動車、飛行機、テレビなど）を他の言語からそのまま借りることなしに、古典由来の形態素によって描写する方法を作り出したことが挙げられる。

## 今日での使用
ギリシャ正教会、キプロス正教会、ギリシャ正教のコンスタンティノープル、アレクサンドリア、エルサレム各主教管区においては今でも公的な言語として用いられている。

## 使用例
次のテキストは1930年に出版されたギリシャ大百科事典から引かれたカサレヴサの使用例である。これはアダマンティス・コライスのギリシャ正教会との関係についてのテキストである。デモティキ、英語、日本語での訳を添える。
- カサレヴサ: Ἡ δ' ἀπὸ τῆς Ἑλλάδος ἀποδημία του ἐγένετο πρόξενος πολλῶν ἀδίκων κρίσεων περὶ προσώπων καὶ πραγμάτων καὶ πρῶτα πρῶτα τῆς περὶ ἧς ἀνωτέρω ἔγινε λόγος πρὸς τὸν κλῆρον συμπεριφορᾶς του. Ἂν ἔζη ἐν Ἑλλάδι καὶ ἤρχετο εἰς ἐπικοινωνίαν πρὸς τὸν κλῆρον καὶ ἐγνώριζεν ἐκ τοῦ πλησίον ὄχι μόνον τὰς κακίας, ἀλλὰ καὶ τὰς ἀρετὰς αὐτοῦ, ὄχι μόνον πολὺ θὰ συνετέλει εἰς διόρθωσίν τινων ἐκ τῶν κακῶν ἐν τῇ Ἐκκλησίᾳ ἐχόντων, ἀλλὰ καὶ δὲν θὰ ἤκουεν ὅσα ἤκουσεν ἐκ τῶν ὑπερβολικῶν κατὰ τοῦ κλήρου ἐκφράσεών του.[2]
Hē d' apò tē̂s Helládos apodēmía tou egéneto próxenos pollō̂n adíkōn kríseōn perì prosṓpōn kaì pragmátōn kaì prō̂ta prō̂ta tē̂s perì hē̂s anōtérō égine lógos pròs tòn klē̂ron symperiphorâs tou. Àn ézē en Helládi kaì ḗrcheto eis epikoinōnían pròs tòn klē̂ron kaì egnṓrizen ek toû plēsíon óchi mónon tàs kakías, allà kaì tàs aretàs autoû, óchi mónon polỳ thà synetélei eis diórthōsín tinōn ek tō̂n kakō̂n en tē̂i Ekklēsíāi echóntōn, allà kaì dèn thà ḗkouen hósa ḗkousen ek tō̂n hyperbolikō̂n katà toû klḗrou ekphráseṓn tou.
- デモティキ: Η αποδημία του από την Ελλάδα έγινε πρόξενος πολλών άδικων κρίσεων για πρόσωπα και πράγματα και πρώτα πρώτα, για την οποία έγινε λόγος παραπάνω, της συμπεριφοράς του προς τον κλήρο. Αν ζούσε στην Ελλάδα και ερχόταν σε επικοινωνία με τον κλήρο και γνώριζε από κοντά όχι μόνο τις κακίες, αλλά και τις αρετές αυτού, όχι μόνο θα συντελούσε πολύ στη διόρθωση μερικών από τα κακά που υπάρχουν στην Εκκλησία, αλλά και δεν θα άκουγε όσα άκουσε εξαιτίας των υπερβολικών εκφράσεών του εναντίον του κλήρου.
Ē apodēmía tou apó tēn Elláda égine próxenos pollṓn ádikōn kríseōn gia prósōpa kai prágmata kai prṓta prṓta, gia tēn opoía égine lógos parapánō, tēs symperiphorás tou pros ton klḗro. An zoúse stēn Elláda kai erchótan se epikoinōnía me ton klḗro kai gnṓrize apó kontá óchi móno tis kakíes, allá kai tis aretés autoú, óchi móno tha synteloúse polý stē diórthōsē merikṓn apó ta kaká pou ypárchoun stēn Ekklēsía, allá kai den tha ákouge ósa ákouse exaitías tōn yperbolikṓn ekphráseṓn tou enantíon tou klḗrou.
- 英語: His expatriation from Greece was a cause for many unjust judgements about situations and people and mainly for his behaviour towards the clergy, which was discussed above. If he had lived in Greece and been in contact with the clergy and known closely not only its turpitude but also its virtues, not only would he have contributed greatly to correcting some of the problems within the Church, but also would not have listened to all that he listened  due to his exaggerated sentiments against the clergy.
- 日本語:彼のギリシャからの国外追放は状況や人々についての多くの不平等な判断の原因となり、また上述したような彼の聖職者への態度の主たる原因となった。もし彼がギリシャに住み、聖職者とかかわりを持ち、その悪徳のみならず美徳をも具に知っていたとしたら、彼は教会組織内のいくつかの問題を糾すことに大いに貢献しただけでなく、彼が聖職者に対する過度の感傷から聞き入れてしまった全てのことを聞き入れることもなかっただろう。